# The Little Poet
The Little Poet è un cortometraggio muto del 1912. Il nome del regista non viene riportato nei credit del film prodotto dalla Essanay Film Manufacturing Company.

## Produzione
Il film fu prodotto dalla Essanay Film Manufacturing Company.

## Distribuzione
Distribuito dalla General Film Company, il film - un cortometraggio di una bobina - uscì nelle sale cinematografiche statunitensi il 19 gennaio 1912.